# Tomás (governador da Armênia)
Tomás (em latim: Thomas) foi um oficial bizantino do século VII, ativo durante o reinado do imperador Constante II (r. 641–668).

## Vida

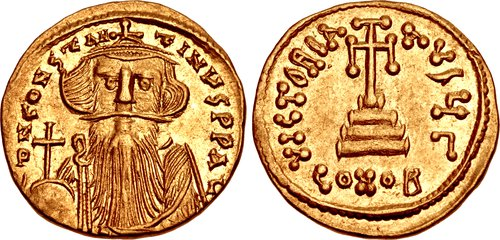
Soldo de r.

Era príncipe armênio (iscano) e comissário do imperador na Armênia; possivelmente também era governador de partes da Armênia sob controle bizantino. Em 644/645, Constante envia Tomás à Armênia para negociar com o "príncipe dos medos". Por iniciativa própria, apela ao "príncipe dos medos" para ajudá-lo a remover Teodoro Restúnio de sua posição. Restúnio foi preso perto de Cotaia (na província de Airarate) e levado em correntes para Constantinopla. Constante ficou envergonhado pela ação de Tomás, libertou imediatamente Restúnio, congratulou-o por sua amizade e realizou um estudo dos acontecimentos que terminou com a absolvição de Restúnio e a demissão de Tomás.
Segundo os autores da Prosopografia do Mundo Bizantino, a exatidão do retrato de Sebeos, única fonte dos eventos relacionados a Tomás, é bastante questionável, de modo que nem sua posição concreta nem seus poderes exatos podem ser apurados. O ofício de governador das partes dominadas pelos bizantinos da Armênia é provável, porém Tomás também atuou noutras partes da Armênia e parece ter competido com Teodoro Restúnio. O pano de fundo desses conflitos internos foi, sem dúvida, a forte pressão árabe sobre o Cáucaso, que também levou a uma forte formação partidária e uma espécie de política de oscilação entre bizantinos e árabes dentro da nobreza armênia, cujos detalhes exatos são dificilmente compreensíveis.